# Корховой, Геннадий Александрович
Геннадий Александрович Корховой — советский звукооператор и актёр.

## Биография
Геннадий Александрович Корховой — звукооператор киностудии «Ленфильм».
Попробовал себя и как актёр, сыграв в 1981 году эпизодическую роль в фильме Владимира Фетина Пропавшие среди живых.
Член Союза кинематографистов СССР (Ленинградское отделение).

## Фильмография
1. 1973 — Открытая книга (Режиссёр-постановщик: Владимир Фетин)
2. 1975 — Киноальманах «Фитиль» № 160. Новелла Бег трусцой (короткометражный) (Режиссёр-постановщик: Владимир Фетин)
3. 1975 — Любовь с первого взгляда  (совместно с Гурамом Шубладзе, Зурабом Надарая) (Режиссёр-постановщик: Резо Эсадзе)
4. 1975 — Сердцем прикоснувшись к подвигу  (короткометражный) (Режиссёр-постановщик: Иосиф Шапиро)
5. 1976 — Город. Осень. Ритм  (короткометражный) (музыкальное ревю) (Режиссёр-постановщик: Вадим Гаузнер)
6. 1976 — Сладкая женщина  (Режиссёр-постановщик: Владимир Фетин)
7. 1976 — Степанова памятка  (Режиссёр-постановщик: Константин Ершов)
8. 1977 — Собака на сене  (ТВ) (Режиссёр-постановщик: Ян Фрид)
9. 1978 — Комедия ошибок (ТВ) (Режиссёр-постановщик: Вадим Гаузнер)
10. 1979 — Летучая мышь (ТВ) (Режиссёр-постановщик: Ян Фрид)
11. 1980 — Лес (Режиссёр-постановщик: Владимир Мотыль)
12. 1981 — Девушка и Гранд (Режиссёр-постановщик: Виктор Садовский)
13. 1981 — Пропавшие среди живых (Режиссёр-постановщик: Владимир Фетин)
14. 1982 — Шапка Мономаха (ТВ) (Режиссёр-постановщик: Искандер Хамраев)
15. 1983 — Вольный ветер (ТВ) (Режиссёр-постановщик: Ян Фрид)
16. 1985 — Грядущему веку (ТВ) (Режиссёр-постановщик: Искандер Хамраев)
17. 1985 — Нейлоновая ёлка (Режиссёр-постановщик: Резо Эсадзе)
18. 1986 — Киноальманах «Исключения без правил». Новелла «Голос» (Режиссёр-постановщик: Владимир Бортко)
19. 1988 — Эсперанса (СССР/Мексика) (Режиссёр-постановщик: Серхио Ольхович)

## Звукооператор дубляжа
1. 1982 — Шлягер этого лета (Режиссёр-постановщик: Пээтер Урбла) («Таллинфильм»)

1. 1972 — Похищение в Париже (совместно с Евгением Нестеровым) (Режиссёр-постановщик: Ив Буассе) (Италия/ФРГ/Франция)
2. 1982 — Такой лжец (Режиссёр-постановщик: Рави Тандсон) (Индия)

## Признание и награды
Был звукооператором на фильмах, получивших признание в СССР и за рубежом:
1. 1975 — Любовь с первого взгляда — Почетный диплом фильму на XIX МКФ в Картахене, Колумбия (1979).
2. 1985 — Грядущему веку — Приз жюри телефильму на XI ВФТФ (1985).
3. 1986 — Киноальманах «Исключения без правил». Новелла «Голос» — Приз жюри за лучший короткометражный телефильм на III МКФ в Габрово, Болгария (1987).